# Oleksandr Schaparenko
Oleksandr Maksymowytsch Schaparenko (ukrainisch Олександр Максимович Шапаренко; * 16. Februar 1946 in Stepaniwka, Ukrainische SSR, Sowjetunion) ist ein ehemaliger sowjetischer Kanute, der zweimal Olympiasieger wurde.

## Karriere
Schaparenko gehörte dem Verein Awangard Sumy an und absolvierte neben seiner sportlichen Karriere ein Sportstudium. 1966 gewann er bei den Weltmeisterschaften in Ost-Berlin den Titel im Einer-Kajak und zusammen mit Jurij Stezenko den Titel im Zweier-Kajak jeweils über 1000 Meter. Im Vierer-Kajak erkämpfte der sowjetische Vierer mit Schaparenko, Stezenko, Wolodymyr Morosow und Georgi Karjuchin die Bronzemedaille. Im Jahr darauf gewann Schaparenko bei den Europameisterschaften den Titel im Einer über 1000 Meter.
Bei den Olympischen Spielen 1968 in Mexiko-Stadt belegte Schaparenko im Einer mit einer knappen Sekunde Rückstand den zweiten Platz hinter dem Ungarn Mihály Hesz. 35 Minuten später siegte er zusammen mit Wolodymyr Morosow im Zweier mit einer Sekunde Vorsprung auf die Ungarn Csaba Giczy und István Timár. 1969 gewann Schaparenko bei den Europameisterschaften die Titel über 1000 Meter im Einer und mit Morosow im Zweier. Im Vierer siegte das Boot aus der DDR vor den Rumänen und der sowjetischen Crew.
Ab 1970 fielen die Europameisterschaften weg, stattdessen fanden in allen nichtolympischen Jahren Weltmeisterschaften statt. Bei den Weltmeisterschaften 1970 gewann Schaparenko den Titel im Einer über 1000 Meter. 1971 in Belgrad siegte der Pole Grzegorz Śledziewski vor dem Schweden Lars Andersson und Schaparenko. Bei den Olympischen Spielen 1972 in München gewann Schaparenko seinen Vorlauf vor dem DDR-Kanuten Joachim Mattern und Grzegorz Śledziewski. Im Halbfinale traf er auf den schwedischen Olympiasieger von 1964 Rolf Peterson und siegte mit anderthalb Sekunden Vorsprung. Im Finale kämpften Peterson und Schaparenko um Gold und Silber, im Ziel hatte Schaparenko 0,29 Sekunden Vorsprung auf den Schweden; Bronze ging an den Ungarn Géza Csapó.
1973 bei den Weltmeisterschaften in Tampere siegte über 1000 Meter Csapó vor Śledziewski und Schaparenko. Über 10.000 Meter siegte Schaparenko vor dem Ungarn Péter Völgyi. 1974 in Mexiko-Stadt erhielt Schaparenko nur Silber über 10.000 Meter hinter dem Italiener Oreste Perri. Bei den Olympischen Spielen 1976 in Montreal erreichte Schaparenko im Einer das Finale über 1000 Meter und belegte den fünften Platz.
Bei den Weltmeisterschaften 1977, 1978 und 1979 siegte über 10.000 Meter jeweils der sowjetische Vierer mit Schaparenko. 1977 gewann er zusätzlich Silber im Vierer über 1000 Meter und 1979 noch einmal Bronze. Für die Olympischen Spiele 1980 konnte sich Schaparenko nicht mehr qualifizieren.